# Haematopota alticola
Haematopota alticola är en tvåvingeart som först beskrevs av Philip 1961.  Haematopota alticola ingår i släktet Haematopota och familjen bromsar. Inga underarter finns listade i Catalogue of Life.